# Pavlovčič
Pavlovčič je priimek več znanih Slovencev:
- Anton Pavlovčič (*1929), letalski in ladijski modelar - pionir, razvijalec tehničnih igrač, mentor
- Bor Pavlovčič (*1998), smučarski skakalec
- Igor Pavlovčič, izdelovalec lesenih (in kovinskih) skulptur /živali/
- Luka Pavlovčič (*1973), gradbenik (in alpinist)?
- Milan Pavlovčič (1917-2011), pravnik, gledališčnik (režiser), radijec, pesnik (ZDA-Cleveland)
- Polona Pavlovčič Prešeren (*1975), geodetka
- Roman Pavlovčič, klasični filolog, gracist, izdal Zgodovinski atlas Slovenije (v begun. taborišču)
- Srečko Pavlovčič (? -1991), filmski snemalec
- Uroš Pavlovčič (*1972), alpski smučar
- Vinko Pavlovčič (*1941), zdravnik ortoped, prof. MF